# Martin Ebbertz
Martin Ebbertz (Aken, 1962) is een Duits kinderboekenschrijver.

## Leven en werk
Ebbertz werd in 1962 in Aken geboren en groeide op in Prüm. Hij studeerde germanistiek, filosofie en geschiedenis aan de Universiteit van Freiburg, aan de Westfälische Wilhelms Universiteit en aan de Universiteit van Frankfurt. Ebbertz begon zijn carrière als freelance schrijver. Vervolgens heeft hij verschillende boeken gepubliceerd.